# Strunzit
Strunzit ist ein selten vorkommendes Mineral aus der Mineralklasse der „Phosphate, Arsenate und Vanadate“. Es kristallisiert im triklinen Kristallsystem mit der chemischen Zusammensetzung MnFe23+[OH|PO4]2·6H2O, ist also ein wasserhaltiges Mangan-Eisen-Phosphat mit zusätzlichen Hydroxidionen.
Strunzit entwickelt faserige bis nadelige Kristalle von etwa zwei Zentimetern Länge und glasähnlichem Glanz auf den Oberflächen, die meist zu radialstrahligen, büscheligen Mineral-Aggregaten angeordnet sind. In reiner Form ist Strunzit farblos und durchsichtig. Durch vielfache Lichtbrechung aufgrund von Gitterbaufehlern oder polykristalliner Ausbildung erscheint er jedoch überwiegend weiß und durch Fremdbeimengungen kann er eine hellgelbe, stroh- bis goldgelbe oder bräunlichgelbe Farbe annehmen, wobei die Transparenz entsprechend abnimmt.

## Etymologie und Geschichte
Erstmals gefunden wurde Strunzit 1957 in der „Grube Cornelia“ bei Hagendorf nahe Waidhaus in der Oberpfalz (Bayern) und beschrieben durch Clifford Frondel, der das Mineral zu Ehren von Karl Hugo Strunz (1910–2006) nach diesem benannte.
Das Typmaterial des Minerals wird in der Harvard University in den USA (Register-Nr. 106288–106301) aufbewahrt.

## Klassifikation
Bereits in der veralteten, aber teilweise noch gebräuchlichen 8. Auflage der Mineralsystematik nach Strunz gehörte der Strunzit zur Mineralklasse der „Phosphate, Arsenate und Vanadate“ und dort zur Abteilung der „Wasserhaltigen Phosphate mit fremden Anionen“, wo er zusammen mit Beraunit die „Strunzit-Beraunit-Gruppe“ mit der System-Nr. VII/D.11 und den weiteren Mitgliedern Bermanit, Burangait, Dufrénit, Ercitit, Ferristrunzit, Ferrostrunzit, Gormanit, Kakoxen, Kidwellit, Laubmannit, Matioliit, Meurigit-K, Meurigit-Na, Natrodufrénit, Oxiberaunit, Souzalith und Tinticit bildete.
Die seit 2001 gültige und von der International Mineralogical Association (IMA) verwendete 9. Auflage der Strunz'schen Mineralsystematik ordnet den Strunzit ebenfalls in die Abteilung der „Phosphate usw. mit zusätzlichen Anionen; mit H2O“ ein. Diese ist allerdings weiter unterteilt nach der relativen Größe der beteiligten Kationen und dem Stoffmengenverhältnis der zusätzlichen Anionen zum Phosphat-, Arsenat- bzw. Vanadatkomplex (RO4), so dass das Mineral entsprechend seiner Zusammensetzung in der Unterabteilung „Mit ausschließlich mittelgroßen Kationen; (OH usw.) : RO4 = 1 : 1 und < 2 : 1“ zu finden ist, wo es als alleiniger Namensgeber die „Strunzit-Gruppe“ mit der System-Nr. 8.DC.25 und den weiteren Mitgliedern Ferristrunzit, Ferrostrunzit und Metavauxit bildet.
Auch die vorwiegend im englischen Sprachraum gebräuchliche Systematik der Minerale nach Dana ordnet den Strunzit in die Klasse der „Phosphate, Arsenate und Vanadate“ und dort in die Abteilung der „Wasserhaltigen Phosphate etc., mit Hydroxyl oder Halogen“ ein. Hier ist er als ebenfalls namensgebend in der „Strunzitgruppe“ mit der System-Nr. 42.11.09 innerhalb der Unterabteilung „Wasserhaltige Phosphate etc., mit Hydroxyl oder Halogen mit (AB)4(XO4)3Zq × x(H2O)“ zu finden.

## Bildung und Fundorte

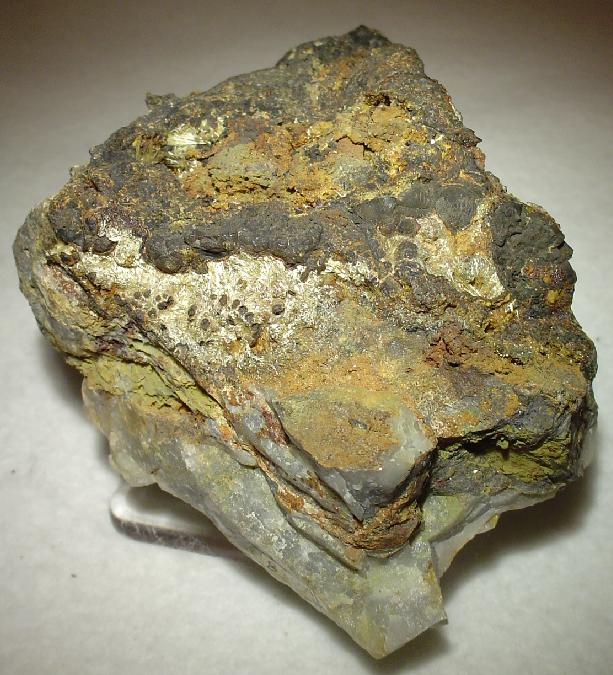
Strunzitnadeln auf einer Matrix aus Eisernem Hut und Quarz

Strunzit bildet sich als typisches Sekundärmineral in granitischem Pegmatit durch Verwitterung verschiedener, primärer Phosphate, meist aber Triphylin. Entsprechend findet sich das Mineral auch meist in Paragenese mit Triphylin, aber auch mit Laueit, Rockbridgeit und vielen anderen Mn–Fe-Phosphaten.
Als seltene Mineralbildung konnte Strunzit nur an wenigen Fundorten nachgewiesen werden, wobei bisher (Stand 2013) rund 100 Fundorte als bekannt gelten. Neben seiner Typlokalität „Grube Cornelia“ bei Hagendorf fand man das Mineral in Deutschland unter anderem noch am Hühnerkobel, am Rosenquarzfelsen bei Pleystein und anderen Orten in Bayern sowie in Gesteinsproben beim Ausbau der A46 nahe Hüsten und Uentrop (Arnsberg) in Nordrhein-Westfalen.
Weitere Fundorte liegen unter anderem in La Victoria (San Alberto) in Argentinien; bei Mons im belgischen Hennegau; in mehreren Regionen von Minas Gerais in Brasilien; bei Orivesi in Finnland; in den französischen Provinzen Limousin und Midi-Pyrénées; bei Anloua in Kamerun; bei Kōbe in Japan; bei Karibib in Namibia; Herzogberg bei Kindberg in Österreich; in den portugiesischen Regionen Guarda, Viana do Castelo und Viseu; bei Norrö im Södermanland in Schweden; bei Brissago in der Schweiz; im tschechischen Böhmen; in England im Vereinigten Königreich (Großbritannien) sowie in den US-amerikanischen Regionen Alabama, Connecticut, Maine, New Hampshire, New Jersey, North Carolina und South Dakota.

## Kristallstruktur
Strunzit kristallisiert triklin in der Raumgruppe P1 (Raumgruppen-Nr. 2) mit den Gitterparametern a = 10,23 Å; b = 9,84 Å; c = 7,28 Å; α = 90,2°; β = 98,4° und γ = 117,4° sowie 2 Formeleinheiten pro Elementarzelle.